# Papež Marcel II.
Papež Marcel II., rojen kot Marcello Cervini, italijanski rimskokatoliški duhovnik, škof in kardinal, * 6. maj 1501, Montefano, † 1. maj 1555, Rim.
Papež je bil leta 1555.

## Življenjepis

### Mladost
Marcel se je rodil 6. maja 1501 v Montefanu pri Macerati v plemiški rodbini iz mesta Montepulciano; oče je bil Ricciardo Cervini, papeški zakladničar v Ankonski marki, mati pa Cassandra Benci. Otroštvo je preživljal v Montepulcianu, kjer so gospodarili Cerviniji vsaj od 13. stoletja naprej, in na obsežnih posestvih okrog Castiglione d'Orcia. Oče je poskrbel za njegovo izobrazbo: poučeval ga je slovnico, govorništvo, osnove modroslovja, zvezdoznanstvo, in »da bi mu omogočil sleherno popolnost«, ga je uvajal v »arti meccaniche«, kot so gradbeništvo, poljedelstvo, izdelovanje železa in knjigoveštvo.  

Okrog 1520 je odšel Marcel na študije v Sieno pod varstvom kardinala Giovannija Piccolominija  in premožne družine Spannochi, katerih imetje je oče dalj časa upravljal in so mu priznali tudi svoj priimek "degli Spannochi". Dal se je na študij grščine, matematike in zvezdoznanstva. 

1524 so Marcela poslali v Rim, da bi izročil družinska darila Klemenu VII., ki je postal papež nekaj mesecev poprej (19. novembra 1523). Ob tej priložnosti se je odlično izkazal: na podlagi očetovih izračunov je dokazal neosnovanost takratnih predvidevanj o skorajšnji poplavi. Papež je bil s tem pomirjen in zadovoljen, ter mu je takoj zaupal popravke julijanskega koledarja, kar je Cervini uspešno opravil; to mu je zagotovilo stalno službo. Zaradi ponavljajoče se kuge pa ga je maja 1525 oče poklical domov, kjer je ostal tudi med plenitvijo Rima; tako se je vrnil na papeški dvor šele po očetovi smrti 1534. 
Med svojimi potovanji v Rim si je v humanističnih vedah dobro podkovani Marcel Cervini pridobil tudi zaupanje kardinala Alessandra Farneseja; ko je le-ta postal oktobra 1534 papež Pavel III., mu je zaupal vzgojo svojega soimenjaka nečaka Alessandra, ki je kmalu postal papežev kardinal-kancler (tajnik) in protonotar; tako je pravzaprav Marcel postal stvarni upravnik cerkvenih poslov postavljen ob stran mlademu in neizkušenemu kardinalu. 1535 je prejel duhovništvo. 9. aprila 1539 je bil povzdignjen v kardinala in naslednji dan je prejel škofovsko posvečenje kot škof Nicastra, a 19. decembra 1539 je postal kardinal pri Santa Croce in Gerusalemme. Alessandra Farneseja je spremljal v odposlanstvu k Francu I., 1543 pa odpotoval kot papeški legat  h Karlu V.. Decembra 1545 ga je Pavel III. skupaj s kardinaloma Giovannijem del Montejem (prihodnji papež Julij III.) in Angležem Polom imenoval za papeškega legata na Tridentinskem koncilu, kjer je postal prvi predsednik prvega zasedanja. Naloga papeških odposlancev je bila, da so določali izbiro predmetov za razpravo in čuli nad samimi debatami; pri važnejših vprašanjih so dobivali navodila neposredno iz Rima. Med koncilom je Marcel z nepopustljivo odločnostjo in uspešnostjo zavračal konciliaristične težnje. Na koncilu je bil predstavnik duhovne usmeritve. 

1548 ga je Pavel III. imenoval za vatikanskega knjižničarja (»Bibliotecæ Apostolicæ Vaticanæ Protector«), kar mu je dosmrtno podaljšal tudi Julij III.. V tem času se je dal na zgodovinske in arheološke raziskave. Pod njegovim vodstvom je Vatikanska knjižnica spet zacvetela. Nabavil je čez 500 latinskih, grških in hebrejskih knjig, ter sestavil nove sezname grških in latinskih rokopisov. 1539 je nagovoril papeža, da je dal tiskati vsaj najpomembnejše grške rokopise.  Isti papež ga je imenoval tudi za predsednika komisije za cerkveno obnovo, od koder pa ga je odstranil, ko si je upal obsoditi papeževo nepotistično ravnanje. 

## Papež
Med kardinali je prevladala tokrat strožja cerkvena usmeritev; zato so po Julijevi smrti, ki je nastopila 23. marca 1555 kot posledica prehladitve ob pregledu del na graditvi imenitne Julijeve vile, 9. aprila izvolili za naslednika kardinala Marcela Cervinija

Po prevzemu oblasti s kronanjem brez posebnih slovesnosti zaradi postnega časa je 10. aprila ohranil tudi kot papež svoje krstno ime in se poimenoval Marcel II. On je bil zadnji papež, ki ob izvolitvi ni spremenil svojega imena; s tem je med drugim potrdil legendo, ki napoveduje zelo kratko papeževanje tistim papežem, ki ohranijo svoje godovno ime. 

Takoj se je lotil strogega načrta nravne obnove Cerkve; hotel je obrzdati in zmanjšati razkošnost in izdatke papeškega dvora, da bi se bolje zoperstavil protestantovski reformaciji in odstranil povod za obtožbe. Z istim namenom se je pripravljal na ponovno otvoritev Tridentinskega koncila; zaradi svoje čisto duhovne zamisli o papeštvu je hotel celo odpraviti švicarsko gardo. 
Javnost je bila pripravljena sodelovati z reformami, saj so vsi pričakovali, da bo papež nadaljeval Tridentinski koncil in dokončal cerkveno obnovo. Res je že takoj na začetku vladanja vpeljal različne koristne spremembe: državno upravo je prečesal, v bogoslužje uvedel preprostost; tuje duhovnike, ki so se klatili po Rimu, je poslal nazaj v domače škofije, odvečne uslužbence je odpustil, a upravo Papeške države je hotel prepustiti laikom. 

## Smrt in spomin

### Smrt
Lepemu začetku in velikim načrtom pa je napravila konec nepričakovana smrt. V noči na 1. maja, 22 dni po nastopu službe, ga je zadela možganska kap. Ta nepričakovana smrt je sprožila govorice o zastrupitvi.

Papež Marcel je torej umrl po enem od najkrajših pontifikatov v zgodovini. Kot vzrok smrti nekateri navajajo odpoved ledvic, saj je trpel hude ledvične bolečine; bolezen se je še poslabšala po dolgotrajnih obredih velikega tedna, ki so ga spremljale dolgočasne in ponavljajoče se polifonične skladbe, ki jih je sicer dovršeno izvajala capella Sixtina. Pokopali so ga po njegovi želji v preprost starokrščanski sarkofag v Baziliki sv. Petra. Na njegovem grobu so vklesane besede pesnika Favsta Sabaeusa:
| Epitaf Marcelu II. (latinski izvirnik - del) | Epitaf Marcelu II. (nemški prevod - del) | Epitaf Marcel II. (slovenski prevod - del) |
| -------------------------------------------- | --- | --- |
| (? Faustus Sabaeus)                          | „Nicht bist du bestattet, wie es geziemt deiner Würde Und ein anderer Grabstein gebühret dir, o Marcellus, Doch wo immer du liegst, geehrt wirst immer du werden, Nicht das Grab ehrt die Asche – die Asche ehrt das Grab“ | „Nisi bil pokopan, kot se je spodobilo tvojemu dostojanstvu In drugačen grob bi bil zate primeren, o Marcel, Vendar, kjekoli že ležiš, vedno boš spoštovan, saj Ne daje grob časti prahu, ampak prah časti grob “ |

### Spomin
»Svet ga ni bil vreden«, so pravili o njem sodobniki in so nanj nanašali Vergilove verze, ki jih je namenil nekemu drugemu Marcelu, ki je svoj čas - pred poldrugim tisočletjem - a komaj 19-leten umrl v Bajah – tudi pod sumom o zastrupitvi: »Usoda ga je hotela samo pokazati svetu«. 
| Eneida (latinski izvirnik - del)                            | Eneida (angleški prevod - del)                                                  | Eneida (slovenski prevod - del)                                                       |
| ----------------------------------------------------------- | ------------------------------------------------------------------------------- | ------------------------------------------------------------------------------------- |
| Ostendent terris hunc tantum fata, Neque ultra esse sinent. | The fates will only show him to the earth, But will not permit to remain there. | Sojenice so tega hotele zemlji samo pokazat, Ne da bi mu dovolile, da bi tukaj ostal. |

Palestrina mu je posvetil 1563 Missa papae Marcelli za 6/7-glasno petje. O tem beremo v Mistagogu jezuita Armoricija: 
»Med obredi Velikega petka je papeža prizadelo nasprotje med obhajanjem žalostne skrivnosti, ki jo jasno izražajo besede v bogoslužnem branju, in načinu glasbenega podajanja, ki ga je izvajal pevski zbor: bila so to mnogoglasja (polifonije) v običajnem flamanskem slogu, zapletena in nabrekla, v katerih so se potapljale ne le besede, ampak je tudi tako rekoč izginjal in se skoraj izničeval sam pomen svete vsebine. Marcel II. je tedaj osebno razložil kantorjem, kako drugače mora biti usmerjena cerkvena glasba: pomoč za poslušanje in dojemanje Božje besede (audiri atque percipi).« 
Za Palestrina je prišel papežev opomin kar prav kot potrditev njegovega dozorelega prepričanja, kakšna naj bo cerkvena glasba. Missa papae Marcelli ostaja tako odlična mojstrovina svete rimske polifonije in je postavljena v nasprotje z luteransko enolično koralnostjo, ki se je takrat širila po Srednji Evropi.« 

### Ocena
Malahijeva prerokba: Frumentum floccidum – Nepomembno žito. – V svojem grbu ima jelena in pšenično klasje; nepomembno ali neznatno žito zato, ker je vladal le malo časa 

Lionski stavbenik De Lorme pa pravi o papežu:
| Francosko besedilo                                                             | Slovenski prevod                                                            |
| ------------------------------------------------------------------------------ | --------------------------------------------------------------------------- |
| Marcel était "homme très docte en diverses sciences et même en l'architecture" | Marcel je bil zelo izobražen človeka v različnih vedah, tudi v stavbeništvu |

Kot sovražnik nepotizma in razkošja ni dovolil svojim sorodnikom priti v Rim; hotel je odpraviti Švicarsko gardo kot neprimerno za Kristusovega namestnika in hotel je vsem biti na uslogo z največjo preprostostjo. Želel je pomiriti med seboj stalno sprte krščanske vladarje, vendar ni imel časa, da bi uresničil svoje visoke želje. V zgodovino se je zapisal tudi po tem, da je začel prenovo cerkvene glasbe. 